# Scheinersches Optometer
Das Scheinersche Optometer (nach Christoph Scheiner) ist ein Messinstrument zur Berechnung der Akkommodationsbreite des Auges.
Dazu wird der Patient vor eine optische Bank gesetzt und ein „Reiter“ (beispielsweise ein Stück Draht) entlang dieser Bank verschoben. Bewegt man den Reiter näher ans Auge heran, erscheint er irgendwann unscharf, da die Brechkraft des Auges nicht mehr ausreicht, um ein scharfes Bild zu erzeugen. Die Entfernung, bei welcher der Patient gerade noch ein scharfes Bild (Reiter) sieht, wird begrenzt durch den Akkommodationsnahpunkt.
Zur Bestimmung des Fernpunktes muss man eine Linse bekannter Brechkraft (konvexe Linse, meistens +10 Dioptrien) vorschalten und rückt dann den Reiter immer weiter vom Auge weg. Irgendwann kann der Patient auch dann den Reiter nicht mehr scharf sehen.